# Exposition horticole de 1993
Cet article concerne l'exposition horticole de 1993. Pour l'exposition spécialisée ayant eu lieu la même année, voir Exposition spécialisée de 1993.
L'Exposition horticole internationale de 1993, ou IGA Stuttgart Expo 93 (officiellement Internationale Gartenbauausstellung 1993), reconnue par le Bureau international des expositions (BIE), s'est tenue à Stuttgart du 23 avril au 17 octobre 1993, sur le thème « Ville et Nature – Une approche responsable ». Dix-neuf pays étrangers y ont participé : Afrique du Sud, Autriche, Belgique, Bulgarie, Cap Vert, Espagne, Chine, Égypte, Hongrie, Italie, Inde, Iran, Japon, Népal, Pays-Bas, République tchèque, Suisse, Tunisie et Turquie. Elle a accueilli 7,3 millions de visiteurs. Sa mascotte était Flori, une sorte de chouette portant un chapeau de cow-boy.

## Sources